# 12185 Gasprinskij
12185 Gasprinskij eller 1976 SL5 är en asteroid i huvudbältet som upptäcktes den 24 september 1976 av den rysk-sovjetiske astronomen Nikolaj Tjernych vid Krims astrofysiska observatorium på Krim. Den har fått sitt namn efter den krimtatariske politikern, förläggaren och dissidenten Ismail Gasprinskij (1851–1914).
Asteroiden har en diameter på ungefär åtta kilometer.